# 1894年逝世人物列表
1894年逝世人物列表：1月 - 2月 - 3月 - 4月 - 5月 - 6月 - 7月 - 8月 - 9月 - 10月 - 11月 - 12月
下面是1894年逝世的知名人士列表。

## 1-6月

### 1月1日
- 海因里希·赫兹，德國物理學家

### 1月13日
- 娜傑日達·馮·梅克，彼得·柴可夫斯基的俄羅斯贊助人

### 1月20日
- 羅伯特·哈爾平，愛爾蘭水手和跨洋電纜層
- 亨利·達勒普爾·德輔，板球手。

### 1月28日
- 埃利斯·哈瑟，瑞典女演員

### 2月4日
- 阿道夫·萨克斯，比利時樂器製造商，薩克斯管的發明者

### 2月5日
- 奧古斯特·瓦揚，法國無政府主義者（被處決）

### 2月6日
- 瑪麗亞·德拉斯梅斯，法國女權主義者

### 2月8日
- 罗伯特·迈克尔·巴兰坦，蘇格蘭小說家[1]

### 2月12日
- 汉斯·冯·彪罗，德國指揮家、鋼琴家和作曲家

### 2月14日
- 邁拉·布拉德韋爾，美國律師、政治活動家
- 欧仁·夏尔·卡塔兰，數學家

### 2月15日
- 梅·布魯克林，美國女演員

### 2月21日
- 古斯塔夫·卡耶博特，法國畫家

### 2月27日
- 伊拉里翁·達薩，玻利維亞總統（遇刺）
- 卡尔·施米特，波羅的海德國化學家
- 馬修·喬治·伊斯頓，蘇格蘭聖經學者

### 3月2日
- 具伯·爾利，美國邦聯將軍
- 威廉·奧斯本，美國鐵路高管

### 3月3日
- 內德·威廉姆森，美國棒球運動員

### 3月14日
- 約翰·T·福特，美國劇院經理

### 3月20日
- 科苏特·拉约什，匈牙利政治家

### 3月28日
- 金玉均，朝鲜王朝政治人物。

### 3月30日
- 簡·古德溫·奧斯汀，美國流行故事作家

### 4月1日
- 雷米希奧·莫拉萊斯·貝穆德斯，秘魯第19任總統

### 4月2日
- 珍妮·德灤，法國爭取女權主義運動者

### 4月8日
- 班基姆·錢德拉·查特吉，孟加拉詩人

### 5月12日
- 葉卡捷琳娜·米哈伊洛芙娜，沙皇保羅一世的孫女

### 5月19日
- 卡羅琳·梅希塔布·費舍爾·索耶，美國傳記作家

### 6月3日
- 卡爾·愛德華·扎卡里亞·馮·林根塔爾，德國法學家，拜占庭法律專家

### 6月7日
- 摩洛哥國王哈桑一世

### 6月8日
- 威廉·M·道爾頓，美國老西部亡命之徒[2]

### 6月23日
- 瑪麗埃塔·阿爾博尼，義大利歌劇歌手
- 瓦迪斯瓦夫·恰爾托雷斯基，波蘭政治活動家和藝術收藏家

### 6月24日
- 喬治·彼得·亞歷山大·希利，美國肖像畫家

### 6月25日
- 马里·弗朗索瓦·萨迪·卡诺，法國政治家（遇刺）
- 查理斯·羅姆利·奧爾德·賴特，合成海洛因的英國化學家

### 6月27日
- 喬治·科斯坦蒂諾·希納斯，馬爾他建築師和土木工程師

## 7-12月

### 7月1日
- 朱利葉斯·范祖伊倫·范尼耶維爾特，荷蘭首相

### 7月3日
- 保羅·勒克勒，法國雕塑家

### 7月22日
- 朱利葉斯·馮·博斯，普魯士將軍

### 7月30日
- 沃爾特·派特，英國散文家、評論家[3]

### 8月1日
- 約瑟夫·霍爾特，聯邦陸軍將軍

### 8月10日
- 辛西婭·羅伯茨·戈頓，美國盲人詩人和作家

### 9月1日
- 納撒尼爾·班克斯，美國政治家、將軍

### 9月3日
- 喬賽亞·帕森斯·庫克，美國科學家

### 9月8日
- 赫尔曼·冯·亥姆霍兹，德國醫生、物理學家

### 9月13日
- 艾曼紐·夏布里耶，法國作曲家

### 9月15日
- 左宝贵，清末将领。

### 9月17日
- 邓世昌，清末北洋水師將領

### 9月24日
- 瑪麗·簡·派特森，1862 年第一位獲得學士學位的非裔美國女性。
- 方伯謙，清末北洋水師將領

### 9月30日
- 必列者士，香港前署理輔政司

### 10月7日
- 奧利弗·溫德爾·福爾摩斯，美國作家
- 安德鲁·格雷格·柯廷，美國政治家

### 10月9日
- 第三代格雷伯爵亨利·格雷，英國政治家

### 10月20日
- 詹姆斯·安东尼·弗劳德，英國歷史學家[4]

### 10月22日
- 吉利斯·比爾特，瑞典第五任首相

### 10月25日
- 瑪麗·布雷頓·伍德布裡奇，美國節制改革家和報紙編輯

### 10月30日
- 胡安·科爾蒂納，墨西哥民間英雄

### 11月1日
- 亞歷山大三世，俄羅斯沙皇

### 11月20日
- 安東·魯賓斯坦，俄羅斯鋼琴家、作曲家

### 11月25日
- 所羅門·凱撒·馬蘭，瑞士出生的東方學家

### 11月29日
- 胡安·門德斯，1876年至1877年墨西哥臨時總統。[5]

### 12月3日
- 羅伯特·路易斯·史蒂文森，蘇格蘭作家[6]

### 12月8日
- 帕夫努季·利沃维奇·切比雪夫，俄羅斯數學家

### 12月9日
- 瑪麗·貝爾·史密斯，美國教育家、社會改革家和作家

### 12月12日
- 约翰·斯帕洛·戴维·汤普森，加拿大第四任總理

### 12月28日
- 查馬拉金德拉·瓦迪亞爾十世，邁索爾大君

### 12月29日
- 克莉絲蒂娜·羅塞蒂，英國詩人[7]